# 比彻·斯托夫人
哈里特·伊丽莎白·比彻·斯托（英語：Harriet Elizabeth Beecher Stowe，1811年6月14日—1896年7月1日），美国作家、废奴主义者，最著名的作品《汤姆叔叔的小屋》成为美国南北战争的导火线之一。她的一生以写作为生，发表了多部作品。

## 生平
斯托夫人的父亲里曼·比彻是著名的公理会牧师和废奴主义者，共有11个孩子，她排行第6。
她四歲時母親羅珊娜（Roxana Foote）去世，由长姊教導，在哈特福德长大，后来随父移居俄亥俄州辛辛那提，一个废奴情绪强烈的州。成为教师的她，积極参加文学界和教育界的活动。
1836年和牧师兼神学院教授卡爾文·埃利斯·斯托结婚，丈夫鼓励她继续写作，但丈夫体弱多病，因此生活贫寒；他们共生有7个孩子，但大都早夭。
辛辛那提和蓄奴州肯塔基州只有一河之隔，他们在那里生活了18年，经常接触逃亡奴隶。她自己也到过南方，亲眼目到黑奴的悲惨生活。他们的家后来成为帮助南方奴隶逃亡的中转站之一。1850年，由于丈夫工作变迁，他们搬到缅因州，她从1851年到1852年为华盛顿特区的报纸《民族时代》撰写连载小说《汤姆叔叔的小屋—卑贱者的生活》，揭露南方黑奴受到非人的待遇，因此受到南方奴隶主的痛恨，卻在北方受到热烈的欢迎——成本印刷出书时，首天就卖出三千本，第一年卖出30万册，翻译成超过40种文字，后来改编成剧本，每次上演场场爆满，大大促进了北方的废奴情绪。1853年她发表了《汤姆叔叔的小屋题解》，列举了大量文件和证据证实《汤姆叔叔的小屋》中的描写是真实的。同年她去欧洲旅行，在英国受到热烈赞扬。
1856年她发表《德雷德，阴沉地大沼泽地的故事》，进一步揭露蓄奴制的社会堕落现象。
1859年她发表小说《牧师的求婚》。1869年，《老镇居民》都是描写她熟悉的新英格兰生活。
1869年，她经过对历史资料的研究，发表了《拜伦生活真相》，揭露拜伦和其姊姊有过乱伦的恋爱关系。因為诗人拜伦是英国人心中的偶像，这篇文章在英国引起哗然，英国人开始攻击她。
1896年，她在哈特福德去世，終年85岁。与丈夫合葬于安多佛菲利普斯学院校园内。